# Make Up After Dark
Make Up After Dark är The Make-Ups andra fullängdsskiva. Skivan släpptes på Dischord i februari 1997.

## Låtarna på albumet
| 1.  | Spoken Intro                               |
| 2.  | Prelude to Comedown/Can I Hear U say "Yea" |
| 3.  | Blue Is Beautiful                          |
| 4.  | At the Tone...(The time will be)           |
| 5.  | We Can't Be Contained                      |
| 6.  | Gospel 2000                                |
| 7.  | Vs.Culture                                 |
| 8.  | We're Having A Baby                        |
| 9.  | Make Up Is: Lies                           |
| 10. | R U A Believer                             |
| 11. | The Final Comedown                         |
| 12. | Don't Mind The MIND                        |
| 13. | (Here Comes) The Judge                     |
| 14. | (PERMANENT MAKEUP)                         |